# Список родів мезозойських ссавців
Список родів мезозойських (тріас, юра, крейда) ссавців і протоссавців
- Acinacodus (Ацінакод) — рання крейда, Росія (Кемеровська обл.)
- Acristatherium (Акрістатерій) — рання крейда, Китай
- Adelobasileus (Аделобазилевс) — пізній тріас, США (Техас)
- Akidolestes (Акідолестес) — рання крейда, Китай
- Albionbaatar[en] — рання крейда, Англія
- Alphadon (Альфадон) — пізня крейда, Канада, США
- Ambondro (Амбондро) — середня юра, Мадагаскар
- Ameribaatar[en] — пізня крейда, Північна Америка
- Amphidon (Амфідон) — пізня юра, США
- Amphitherium (Амфітерий) — середня юра, Європа
- Argentodites[en] — пізня крейда, Аргентина
- Arboroharamiya — середня юра, Китай
- Archeodon (Археодон) — пізній тріас, Південна Африка
- Arginbaatar[en] — рання крейда, Монголія
- Asfaltomylos (Асфальтоміл) — середня-пізня юра, Аргентина
- Ausktribosphenos — рання крейда, Австралія

- Barbatodon[en] — пізня крейда, Румунія
- Barberenia (Барберенія) — пізня крейда, Аргентина
- Bathmochoffatia[en] — пізня юра, Португалія
- Bernardodon[en] — рання крейда, Португалія
- Bharattherium[en] — пізня крейда, Мадагаскар, Північна Америка
- Bishops — рання крейда, Австралія
- Bocaconodon (Бокаконодон) — рання юра, Мексика (Тамауліпас)
- Bolodon — пізня юра — рання крейда, Європа, Північна Америка
- Bondesius (Бондезія) — пізня крейда, Аргентина (Ріо-Негро)
- Borealestes (Бореалест) — середня юра, Велика Британія
- Brachyzostrodon (Брахізостродон) — пізній тріас, Гренландія, Франція
- Bryceomys — пізня крейда, США
- Bridetherium (Бридетерій) — рання юра, Англія
- Buginbaatar[en] — пізня крейда, Монголія
- Bulganbaatar — пізня крейда, Монголія, Казахстан

- Castorocauda (Касторокауда) — пізня юра, Монголія
- Catopsalis[en] — пізня крейда — ранній пліоцен, Канада
- Catopsbaatar — пізня крейда, Монголія
- Cedaromys[en] — пізня крейда, США
- Chulsanbaatar[en] — крейда, Монголія
- Cimexomys[en] — пізня крейда — пліоцен, США
- Cimolestes — пізня крейда — ранній пліоцен, Північна Америка
- Cimolodon[en] — пізня крейда, Північна Америка
- Cimolomys[en] — пізня крейда, Північна Америка
- Clemensodon[en] — пізня крейда, Північна Америка
- Coloniatherium — пізня крейда, Аргентина
- Ctenacodon[en] — пізня юра, США (Вайомінг)
- Crusafontia — рання крейда, Іспанія
- Cyrtlatherium (Циртлатерій) — середня юра, Велика Британія

- Dakotamys[en] — пізня крейда, США
- Deccanolestes (Deccanolestes) — пізня крейда, Індія
- Delsatia (Дельсатія) — пізній тріас, Франція
- Deltatheridium (Дельтатеридіум) — пізня крейда, Монголія
- Didelphodon (Дідельфодонт) — пізня крейда, Північна Америка
- Dinnetherium (Диннетерій) — рання юра, США (Аризона)
- Djadochtatherium — пізня крейда, Монголія
- Docodon (Докодон) — пізня юра, Європа, Північна Америка
- Donodon — рання крейда, Марокко
- Dorsetodon — рання крейда, Велика Британія
- Dromatherium (Дроматерій) — верхній тріас, США
- Dsungarodon (Дзунгародон) — пізня юра, Китай

- Ecprepaulax[en] — рання крейда, Португалія
- Eobaatar[en] — рання крейда, Монголія, Іспанія
- Eodelphis — пізня крейда, Північна Америка
- Eomaia (Еомайя) — рання крейда, Китай
- Eozostrodon (Еозостродон) — пізній тріас — рання юра, Англія, Китай
- Erythrotherium (Еритротерій) — рання юра, ПАР, Лесото
- Essonodon[en] — пізня крейда, Північна Америка
- Eurylambda (Еурилямбда) — пізня юра, США

- Ferugliotherium[en] (Феругліотерій) — пізня крейда, Аргентина
- Fruitafossor (Фрутафоссор) — пізня юра, США (Колорадо)

- Galveodon[en] — рання крейда, Іспанія
- Gerhardodon — рання крейда, Англія
- Glirodon[en] — пізня крейда, США
- Gobiconodon (Гобіконодон) — крейда, Росія, Монголія, Китай, США
- Gobiotheriodon (Гобіотеріодон) — рання крейда, Монголія
- Gondtherium (Гондтерій) — рання юра, Індія
- Gondwanadon (Гондванадон) — пізній тріас
- Gondwanatherium[en] — пізня крейда, Аргентина (Патагонія)
- Groebertherium — пізня крейда, Аргентина
- Guimarotodon[en] — пізня юра, Португалія
- Guirogatherium (Гуїрогатерій) — пізня крейда, Аргентина

- Hadrocodium (Гадрокодій) — рання юра, Китай (Юньнань)
- Hahnodon — рання крейда, Марокко
- Hainina[en] — пізня крейда — палеоцен, Європа
- Hallautherium (Галлаутерій) — пізній тріас, Швейцарія
- Haldanodon (Хальданодон) — пізня юра, Португалія
- Haramiya — пізній тріас — рання юра
- Heishanlestes (Хейшаньлест) — рання крейда, Китай (Ляонін)
- Heishanobaatar[en] — рання крейда, Китай
- Helvetiodon (Гельветіодон) — пізній тріас, Швейцарія
- Henkelodon[en] (Хенкелодон) — пізня юра Португалія
- Henkelotherium (Хенкелотерій) — юра, Португалія
- Henosferus (Геносфер) — середня юра, Аргентина
- Holwellconodon (Холвеллконодон) — пізній тріас, Велика Британія
- Hutegotherium (Гутеготерій) — середня юра, Росія (Красноярський кр.)
- Hyotheridium — пізня крейда, Монголія

- Iberica[en] — рання крейда, Іспанія
- Iberodon — рання крейда, Португалія
- Indotherium (Індотерій) — рання-середня юра, Індія
- Itatodon (Ітатодон) — середня юра, Росія (Красноярський кр.)

- Janumys[en] — середня крейда, США (Юта)
- Jeholodens (Джехолоденс) — рання крейда, Китай
- Juramaia (Юрамайя) — середня юра, Китай

- Kamptobaatar — пізня крейда, Монголія
- Kharmerungulatum — пізня крейда, Індія
- Kielanobaatar[en] — рання крейда, Китай
- Kielanodon[en] — пізня юра Португалії
- Kimbetohia[en] — пізня крейда, США
- Kogaionon[en] — пізня крейда, Румунія
- Kollikodon (Коллікодон) — рання крейда, Австралія
- Kotatherium (Котатерій) — рання юра, Індія
- Krusatodon (Крузатодон) — середня юра, Велика Британія
- Kryoryctes (Криорикт) — рання крейда, Австралія
- Kryptobaatar — пізня крейда, Монголія
- Kuehneodon[en] — пізня юра, Європа
- Kuehneon (Кюнеон) — рання юра, Англія
- Kuehneotherium (Кюнеотерий) — пізній тріас — рання юра, захід Європи, Гренландія

- Lavanify — пізня крейда, Мадагаскар
- Lavocatia — рання крейда, Іспанія
- Liaobaatar[en] — середня крейда, Китай
- Liaoconodon — рання крейда, Китай
- Loxaulax[en] — рання крейда, Англія

- Maelestes — пізня крейда, Монголія
- Manchurodon (Маньчжуродон) — пізня юра — рання крейда, Китай
- Maotherium (Маотерій) — рання крейда, Китай
- Megaconus — середня юра, Китай
- Megazostrodon (Мегазостродон) — пізній тріас — рання юра, Південна Африка
- Meketibolodon[en] — пізня юра, Португалія
- Meketichoffatia[en] — пізня юра, Португалія
- Meniscoessus[en] — пізня крейда, Північна Америка
- Mesodma — пізня крейда — палеоцен, Північна Америка
- Mesungulatum — пізня крейда, Аргентина
- Microderson (Микродерсон) — рання крейда, Марокко
- Monobaatar — рання крейда, Монголія
- Montanalestes (Монтаналестес) — рання крейда, Північна Америка
- Morganucodon (Морганукодон) — пізній тріас — рання юра, Європа, Північна Америка, Китай

- Nakunodon (Накунодон) — рання юра, Індія
- Nanolestes — юра, Китай
- Nemegtbaatar[en] — пізня крейда, Монголія (Немегету)
- Nessovbaatar — пізня крейда, Монголія
- Nidimys[en] — пізня крейда, США

- Paceyodon (Пацеїодон) — рання юра, Велика Британія
- Paracimexomys[en] — крейда, Північна Америка
- Parendotherium[en] — рання крейда, Іспанія
- Paressonodon[en] — пізня крейда, південний захід США
- Parikimys[en] — пізня крейда, південний захід США
- Paritatodon (Паритатодон) — пізня юра, Киргизстан, Англія
- Paulchoffatia[en] — пізня юра, Португалія
- Perutherium[en] — пізня крейда, Перу
- Pinheirodon[en] — рання крейда, Португалія
- Plagiaulax — рання крейда, північний захід Європи (Англія, Іспанія)
- Plesiochoffatia[en] — пізня юра Португалії
- Proalbionbaatar[en] — пізня юра, Португалія
- Protungulatum[en] — пізня крейда — палеоцен, Канада
- Psalodon[en] — пізня юра, США
- Pseudobolodon[en] — пізня юра, Португалія
- Pseudotribos (Псевдотрібос) — середня юра, Китай
- Purbeckodon (Пурбекодон) — рання крейда, Англія
- Purgatorius (Пургаторіус) — пізня крейда — ранній палеоцен, Північна Америка

- Reigitherium — пізня крейда, Аргентина
- Repenomamus (Репеномам) — рання крейда, Китай (Маньчжурія)
- Rostrodon (Ростродон) — нижня юра, Китай

- Sahnitherium — пізня крейда, Індія
- Shalbaatar (Шалбаатар) — пізня крейда, Монголія
- Sibirotherium (Сибіротерій) — рання крейда, Росія (Кемеровська обл.)
- Simpsonodon (Сімпсонодон) — середня юра, Росія (Красноярський кр.), Киргизстан
- Sinobaatar[en] (Сінобаатар) — крейда, Китай
- Sinoconodon (Сіноконодон) — пізній тріас
- Sinodelphys (Сінодельфіс) — рання крейда, Китай
- Shuotherium (Шуотерій) — середня-пізня юра, Китай, Західна Європа
- Sloanbaatar — пізня крейда, Монголія
- Spalacolestes (Спалаколест) — крейда, США (Юта)
- Spalacotheridium (Спалакотеридій) — рання-пізня крейда, США
- Spalacotherium (Спалакотерій) — рання крейда, Велика Британія, Іспанія
- Spalacotheroides (Спалакотероїд) — рання крейда, США
- Steropodon (Стероподон) — рання крейда, Австралія
- Stygimys[en] — рання крейда, Іспанія
- Sunnyodon[en] — рання крейда, Англія
- Symmetrolestes (Симметролест) — рання крейда, Японія
- Symmetrodontoides (Симметродонтоїд) — пізня крейда, США, Канада

- Tashkumyrodon (Ташкумиродон) — середня юра, Киргизстан
- Tegotherium (Теготерій) — пізня юра, Китай
- Teinolophos (Тейнолоф) — рання крейда, Австралія
- Tikitherium (Тікітерій) — пізній тріас, Індія
- Tinodon (Тинодон) — пізня юра — рання крейда, США, Португалія, Велика Британія
- Tombaatar — крейда, Монголія
- Trapalcotherium[en] — пізня крейда, Аргентина
- Trioracodon (Триоракодон) — верхня юра, США
- Trishulotherium (Тришулотерий) — рання-середня юра, Індія

- Uzbekbaatar[en] — крейда, Узбекистан

- Vincelestes (Вінцелестес) — рання крейда, Аргентина
- Viridomys[en] — крейда, Північна Америка
- Volaticotherium (Волатікотерій) — пізня юра, Китай (Внутрішня Монголія)

- Wareolestes (Вареолестес) — середня юра, Велика Британія, Росія (Підмосков'я)
- Woutersia (Воутерсия) — пізній тріас, Франція, Бельгія, Люксембург

- Yanoconodon (Яноконодон) — рання крейда, Китай
- Yaverlestes (Яверлест) — рання крейда, Англія
- Yermakia (Єрмакія) — рання крейда, Росія (Кемеровська обл.)
- Yuanotherium — пізня юра, Китай

- Xenachoffatia[en] — юра Португалії

- Zalambdalestes (Залямбдалестес) — пізня крейда, Китай
- Zhangheotherium (Чзанхеотерій) — рання крейда, Китай
- Zofiabaatar — пізня юра, США